# Лаэннек (станция метро)
«Лаэнне́к» (фр. Laënnec) — станция линии D Лионского метрополитена.

## Расположение
Станция находится в «больничном квартале» Лиона, 8-м округе Лиона. Платформа станции расположена под улицей Гийом Параден (фр. rue Guillaume Paradin), к юго-востоку от её пересечения с улицей Виктор де Лапрад (фр. rue Victor de Laprade). Вход на станцию производится с улицы Гийом Параден.

## Особенности
Станция открыта 11 декабря 1992 года в составе второй очереди линии D от станции Гранж Бланш до станции Гар де Венисьё. Состоит из двух путей и двух боковых платформ. Пассажиропоток в 2006 году составил 132 316 чел./мес.
Станция спроектирована архитектором Домиником Бераром (фр. Dominique Bérard). Из-за рельефа местности, вход на станцию направления Гар де Вэз находится на уровне поверхности земли. Над входом направления Гар де Венисьё по проекту архитекторов Франсуаз-Элен Журды (фр. Françoise-Hélène Jourda) и Жиля Перродена (фр. Gilles Perraudin) сделан навес необычной формы.

## Происхождение названия
Станция названа по находящейся к юго-западу от неё улицы Лаэннек (фр. rue Laënnec). Улица в свою очередь носит имя французского врача, изобретателя стетоскопа Рене Лаэннека (1781—1826).

## Достопримечательности
- Музей стоматологии[фр.]
- Наблюдательная башня Монвер — руины
- Большая лионская мечеть[фр.]

## Наземный транспорт
Со станции существует пересадка на следующие виды транспорта:

  — «главный» автобус

  — автобус